# Костел Матері Божої Цариці (Порохова)
Костел Матері Божої Цариці в Пороховій — культова споруда, парафіяльний римо-католицький храм у селі Пороховій Тернопільської области України.

## Відомості
- 1893 — коштом А. Заремби-Целецького збудовано дерев'яний філіальний костел.
- 26 серпня 1893 — храм освячено.
- 1925—1929 — на іншому місці за проєктом львівського архітектора Броніслава Віктора споруджено мурований костел з тесаного каменю.
- 1930 — розібрано старий дерев'яний храм.
- 193?-1939 — перебудовано частину мурованого костелу за проєктом В. Бургельського.
- 194?—1993 — радянська влада використовувала будівлю святині, як колгоспне зерносховище та склад хімдобрив.
- 1995 — повернений храм було освячено, згодом реставрований.